# پارک بوم
پارک بوم (به کره‌ای: 박봄) (زاده ۲۴ مارس ۱۹۸۴) که بیشتر با نام مستعار بوم (به کره‌ای: 봄) شناخته می‌شود خواننده ایی اهل کره جنوبی است. او عضو گروه توانی‌وان بوده است.